# Liste des capitaines des Ducks d'Anaheim
Les Ducks d'Anaheim sont une franchise de la Ligue nationale de hockey depuis sle repêchage d’expansion 1993. Jusqu'en 2006, l'équipe s'appelle les Mighty Ducks d'Anaheim.
Cette page répertorie les Capitaines et Assistant-capitaines de l'équipe depuis cette première saison.

## Capitaine et Assistants-capitaine par saison
| Saison    | Capitaine                 | Assistants-Capitaine                                        |
| --------- | ------------------------- | ----------------------------------------------------------- |
| 1993-1994 | Troy Loney                | Stu Grimson Randall Ladouceur Todd Ewen                     |
| 1994-1995 | Randall Ladouceur         | Bobby Dollas Todd Ewen                                      |
| 1995-1996 | Randall Ladouceur         | Bobby Dollas Todd Ewen Paul Kariya                          |
| 1996-1997 | Paul Kariya               | Bobby Dollas Teemu Selänne                                  |
| 1997-1998 | Paul Kariya Teemu Selänne | Dave Karpa Jean-Jacques Daigneault Mark Janssens            |
| 1998-1999 | Paul Kariya               | Teemu Selänne Kevin Haller                                  |
| 1999-2000 | Paul Kariya               | Teemu Selänne Kevin Haller                                  |
| 2000-2001 | Paul Kariya               | Teemu Selänne Steve Rucchin Daniel Bylsma                   |
| 2001-2002 | Paul Kariya               | Steve Rucchin Daniel Bylsma Oleg Tverdovski                 |
| 2002-2003 | Paul Kariya               | Steve Rucchin Keith Carney                                  |
| 2003-2004 | Steve Rucchin             | Sergueï Fiodorov Keith Carney                               |
| 2005-2006 | Scott Niedermayer         | Teemu Selänne Rob Niedermayer Sergueï Fiodorov Keith Carney |
| 2006-2007 | Scott Niedermayer         | Teemu Selänne Rob Niedermayer Christopher Pronger           |
| 2007-2008 | Christopher Pronger       | Rob Niedermayer Scott Niedermayer Chris Kunitz              |
| 2008-2009 | Scott Niedermayer         | Rob Niedermayer Christopher Pronger                         |
| 2009-2010 | Scott Niedermayer         | Saku Koivu Ryan Getzlaf                                     |
| 2010-2011 | Ryan Getzlaf              | Teemu Selänne Saku Koivu                                    |
| 2011-2012 | Ryan Getzlaf              | Teemu Selänne Saku Koivu                                    |
| 2012-2013 | Ryan Getzlaf              | Teemu Selänne Saku Koivu                                    |
| 2013-2014 | Ryan Getzlaf              | Teemu Selänne Saku Koivu Corey Perry                        |
| 2014-2015 | Ryan Getzlaf              | Corey Perry Ryan Kesler François Beauchemin                 |
| 2015-2016 | Ryan Getzlaf              | Corey Perry Ryan Kesler                                     |
| 2016-2017 | Ryan Getzlaf              | Corey Perry Ryan Kesler                                     |
| 2017-2018 | Ryan Getzlaf              | Corey Perry Ryan Kesler                                     |
| 2018-2019 | Ryan Getzlaf              | Joshua Manson Jakob Silfverberg                             |
| 2019-2020 | Ryan Getzlaf              | Joshua Manson Jakob Silfverberg                             |
| 2020-2021 | Ryan Getzlaf              | Joshua Manson Jakob Silfverberg Cameron Fowler David Backes |
| 2021-2022 | Ryan Getzlaf              | Joshua Manson Jakob Silfverberg Adam Henrique               |
| 2022-2023 |                           | Adam Henrique Jakob Silfverberg                             |